# Lucihormetica interna
Lucihormetica interna är en kackerlacksart som först beskrevs av Walker, F. 1868.  Lucihormetica interna ingår i släktet Lucihormetica och familjen jättekackerlackor. Inga underarter finns listade i Catalogue of Life.